# Куниця нільгирійська
Куниця нільгирійська (Martes gwatkinsii) — вид ссавців роду куниця (Martes) з родини мустелових (Mustelidae). Це єдиний вид куниць південної Індії.

## Етимологія
Ця тварина була названа на честь пана Р. Ґваткінс (англ. R. Gwatkins), але так дійсно не повинно було бути. Всьому виною поспішність висновків Горсфілда. Волтер Елліот зібрав зразки куни в Мадрасі (нині Ченнаї) в 1850 році. Вони привернули увагу Горсфілда, а він знав, що аналогічні тварини були застрелені в Гімалаях паном Ґваткінсом. Припускаючи, що це той самий вид, він дав мадраському зразку назву gwatkinsii. Однак, гімалайський зразок належав виду Martes flavigula. Ось так прізвище Ґваткінса було увічнене в назві виду, до відкриття якого він не був причетний.

## Зовнішність
M. gwatkinsii майже аналогічна до Martes flavigula за розмірами, однак може бути трохи більша. Хутро M. gwatkinsii також схоже на хутро M. flavigula за винятком того, що вся спина M. gwatkinsii темна. Загальне забарвлення темно-коричневе, є жовтуватий клапоть від підборіддя до грудей. Голова і тіло довжиною від 550 до 650 мм, довжина хвоста 400–450 мм, а вага приблизно 2,1 кг.

## Природне середовище
Мешкає в горах Нілґірі і частині Західних Гат. Є записи присутності M. gwatkinsii у вічнозелених лісах на середніх (700–1400 м) і високих (1300–1800 м) висотах, гірських лісах (шоли), і, рідко, вологих листяних лісах і на плантаціях.

## Стиль життя
Вважається денною і деревною, як і інші види кун вона, можливо, спускається на землю для полювання. Дуже мало відомо про поведінку та екологію цієї куни. Вважається опортуністичним у їжі, харчуючись різноманітними тваринами, а також рослинами. Є доповіді, що вона полювала на ворон, Ratufa indica, Moschiola memmina, Varanus bengalensis, і комах (цикади).

## Загрози та охорона
M. gwatkinsii загрожує втрата середовища проживання і фрагментація по всьому ареалу. Вид включений в Додаток III CITES (Індія). Зустрічається в кількох природоохоронних територіях.